# Composizioni di Henry Purcell

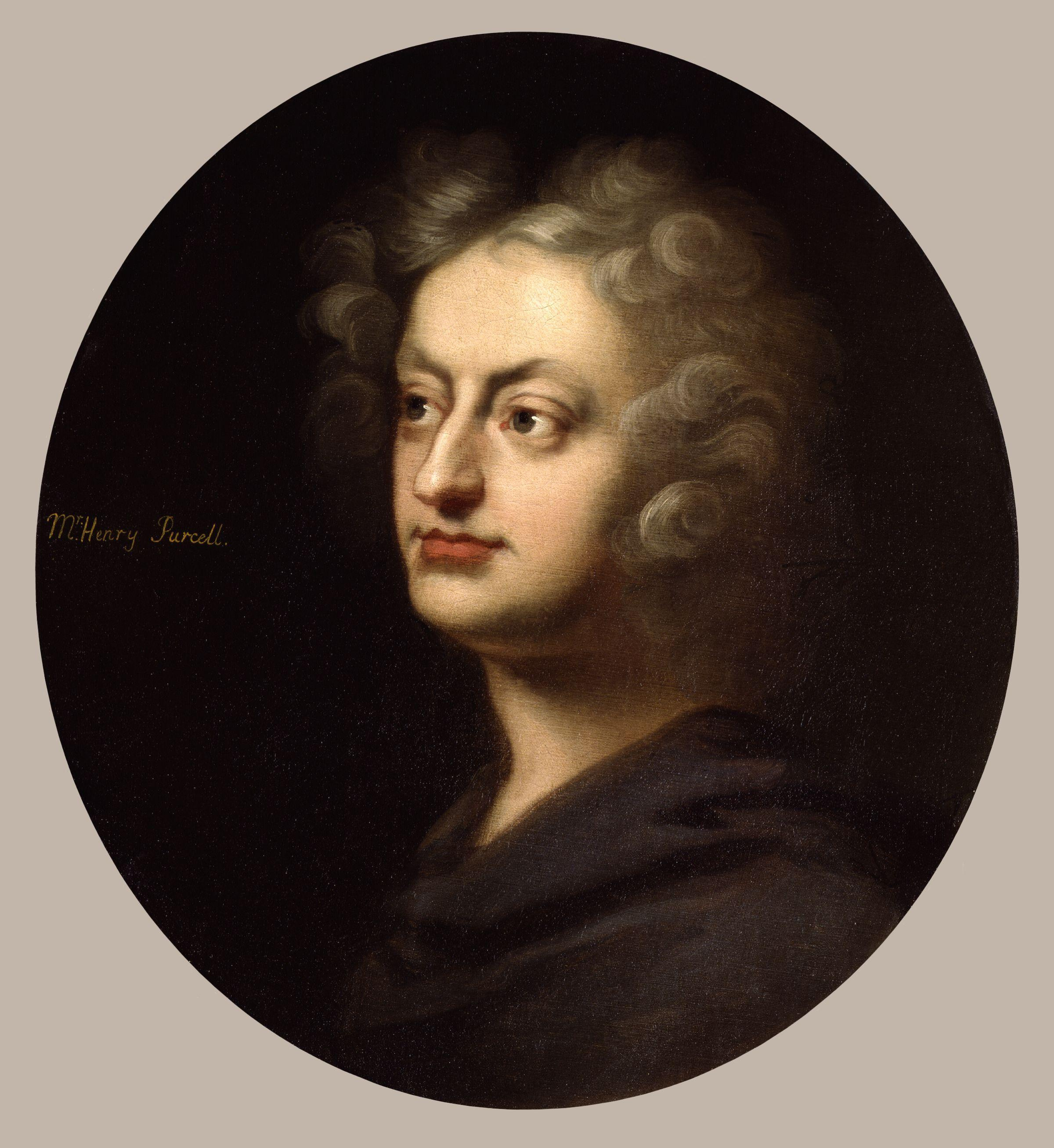
Henry Purcell, ritratto di John Closterman

Questa è una lista delle composizioni musicali di Henry Purcell.

## Per codice Z
Composizioni elencate secondo il catalogo Zimmermann (Franklin B. Zimmerman).

### Anthems [Z 1–65]
- Z 1, Verse Anthem, "Awake, put on thy strength" (c. 1682–85)
- Z 2, Verse Anthem, "Behold, I bring you glad tidings" (1687)
- Z 3, Verse Anthem, "Behold now, praise the Lord" (c. 1680)
- Z 4, Verse Anthem, "Be merciful unto me" (prima del 1683)
- Z 5, Verse Anthem, "Blessed are they that fear the Lord" (1688)
- Z 6, Verse Anthem, "Blessed be the Lord my strength" (prima del 1679)
- Z 7, Verse Anthem, "Blessed is he that considereth the poor" (c. 1688)
- Z 8, Verse Anthem, "Blessed is he whose unrighteousness is forgiven" (c. 1680–92)
- Z 9, Verse Anthem, "Blessed is the man that feareth the Lord" (c. 1688)
- Z 10, Full Anthem, "Blow up the trumpet in Sion" (prima del 1679)
- Z 11, Verse Anthem, "Bow down thine ear, O Lord" (c. 1680–82)
- Z 12, Verse Anthem, "Give sentence with me, O Lord" (prima del 1681)
- Z 13, Verse Anthem, "Hear me, O Lord, and that soon" (c. 1680–82) – [Ci sono due arrangiamenti di questo pezzo, rispettivamente: Z 13A e Z 13B]
- Z 14, Verse Anthem, "Hear my prayer, O God" (prima del 1683)
- Z 15, Full Anthem, "Hear my prayer, O Lord" (prima del 1683)
- Z 16, Verse Anthem, "In thee, O Lord, do I put my trust" (c. 1682)
- Z 17, Full Anthem, "In the midst of life" (prima del 1682) – [Ci sono due arrangiamenti di questo pezzo, rispettivamente: Z 17A e Z 17B]
- Z 18, Verse Anthem, "It is a good thing to give thanks" (c. 1682–85)
- Z 19, Verse Anthem, "I was glad when they said unto me" (c. 1682–83)
- Z 20, Verse Anthem, "I will give thanks unto Thee, O Lord" (c. 1682–85)
- Z 21, Verse Anthem, "I will give thanks unto the Lord" (c. 1680–82)
- Z 22, Full Anthem, "I will sing unto the Lord" (prima del 1679)
- Z 23, Verse Anthem, "Let God arise" (prima del 1679)
- Z 24, Verse Anthem, "Let mine eyes run down with tears" (c. 1682)
- Z 25, Full Anthem, "Lord, how long wilt Thou be angry?" (c. 1680–82)
- Z 26, Verse Anthem, "Lord, who can tell how oft he offendeth?" (c. 1677)
- Z 27, Full Anthem, "Man that is born of woman" (c. 1680–82)
- Z 28, Verse Anthem, "My beloved spake" (prima del 1677)
- Z 29, Verse Anthem, "My heart is fixed, O God" (c. 1682–85)
- Z 30, Verse Anthem, "My heart is inditing" (1685)
- Z 31, Verse Anthem, "My song shall be always" (1690)
- Z 32, Verse Anthem, "O consider my adversity" (Sconosciuto)
- Z 33, Verse Anthem, "O give thanks unto the Lord" (1693)
- Z 34, Full Anthem, "O God, the king of glory" (prima del 1679)
- Z 35, Full Anthem, "O God, thou art my god" (c. 1680–82)
- Z 36, Full Anthem, "O God, thou has cast us out" (c. 1680–82)
- Z 37, Full Anthem, "O Lord God of hosts" (c. 1680–82)
- Z 38, Verse Anthem, "O Lord, grant the King a long life" (1685)
- Z 39, Verse Anthem, "O Lord, our governor" (prima del 1679)
- Z 40, Verse Anthem, "O Lord, rebuke me not" (Sconosciuto)
- Z 41, Verse Anthem, "O Lord, Thou art my God" (c. 1680–82)
- Z 42, Verse Anthem, "O praise God in his holiness" (c. 1682–85)
- Z 43, Verse Anthem, "O praise the Lord, all ye heathen" (prima del 1681)
- Z 44, Verse Anthem, "O sing unto the Lord" (1688)
- Z 45, Verse Anthem, "Out of the deep have I called" (c. 1680)
- Z 46, Verse Anthem, "Praise the Lord, O Jerusalem" (1689) – [C'è un altro Z 46, un frammento di un Verse Anthem, "Praise the Lord, ye servants"]
- Z 47, Verse Anthem, "Praise the Lord, O my soul, and all that is within me" (c. 1682–85)
- Z 48, Verse Anthem, "Praise the Lord, O my soul, O Lord my God" (1687)
- Z 49, Verse Anthem, "Rejoice in the Lord always" (c. 1682–85)
- Z 50, Full Anthem, "Remember not, Lord, our offences" (c. 1679–82)
- Z 51, Full Anthem, "Save me, O God" (prima del 1681)
- Z 52, Verse Anthem, "Sing unto God" (1687)
- Z 53, Verse Anthem, "The Lord is king, be the people never so impatient" (Sconosciuto)
- Z 54, Verse Anthem, "The Lord is King, the earth may be glad [medesimo]" (1688)
- Z 55, Verse Anthem, "The Lord is my light" (c. 1682–85)
- Z 56, Verse Anthem, "The way of God is an undefiled way" (1694)
- Z 57, Verse Anthem, "They that go down to the sea in ships" (1685)
- Z 58, Verse Anthem, "Thou know'st, Lord, the secrets of our hearts" (1687) – [Ci sono due arrangiamenti di questo pezzo, rispettivamente: Z 58A Z 58B, e un successivo Z 58C, che è un Full Anthem]
- Z 59, Full Anthem, "Thy righteousness, O God, is very high" (Sconosciuto)
- Z 60, Verse Anthem, "Thy way, O God, is holy" (1687)
- Z 61, Verse Anthem, "Thy word is a lantern unto my feet" (Sconosciuto)
- Z 62, Verse Anthem, "Turn thou us, O good Lord" (Sconosciuto)
- Z 63, Verse Anthem, "Unto Thee will I cry" (c. 1682–85)
- Z 64, Verse Anthem, "Who hath believed our report?" (c. 1679–80)
- Z 65, Verse Anthem, "Why do the heathen so furiously rage together?" (c. 1682–85)

### Inni e canti sacri [Z 101–200]
- Z 101, Ritornello, "Joy, mirth, triumphs I do defy" (Sconosciuto) – [Probabilmente in origine un Alleluja]
- Z 103, Canone, "Gloria Patri et Filio" (c. 1680)
- Z 104, Canone, "Gloria Patri et Filio" – Canone 3 in 1 (c. 1680)
- Z 105, Canone, "Gloria Patri et Filio" – Canone 4 in 1 per arsin et thesin (c. 1680)
- Z 106, Canone, "Gloria Patri et Filio" – Canone 4 in 1 (c. 1680)
- Z 107, Canone, "Gloria Patri et Filio" – Canone 7 in 1 all'unisono (Sconosciuto)
- Z 108, Canone, "Laudate Dominum" – Canone 3 in 1 (Sconosciuto)
- Z 109, Canone, "Misere Mei" – Canone 4 in 2 (pubblicato 1687)
- Z 120, Canto in la minore (Sconosciuto) – [Z 120 fino al Z 125 sono di provenienza dubbia]
- Z 121, Canto in sol maggiore (Sconosciuto)
- Z 122, Canto in sol maggiore (Sconosciuto)
- Z 123, Canto in re minore (Sconosciuto)
- Z 124, Canto in sol maggiore (Sconosciuto)
- Z 125, Canto in sol minore (Sconosciuto)
- Z 130, Inno, "Ah! few and full of sorrow" (c. 1680)
- Z 131, Inno, "Beati omnes [qui timent Dominum]" (c. 1680)
- Z 132, Inno, "Early, O Lord, my fainting soul" (c. 1680)
- Z 133, Inno, "Hear me, O Lord, the great support" (1680–82)
- Z 134, Inno, "In guilty night" (pubblicato 1693)
- Z 135, Inno, "Jehova, quam multi sunt [hestes]" (c. 1680)
- Z 136, Inno, "Lord, I can suffer thy rebukes" (c. 1680)
- Z 137, Inno, "Lord, not to us, but to thy name" (c. 1680)
- Z 138, Inno, "O all ye people, clap your hands" (c. 1680)
- Z 139, Inno, "O happy man that fears the Lord" (Sconosciuto)
- Z 140, Inno, "O, I'm sick of life" (c. 1680)
- Z 141, Inno, "O Lord our governor" (c. 1680)
- Z 142, Inno, "Plung'd in the confines of despair" (c. 1680)
- Z 143, Inno, "Since God, so tender a regard" (c. 1680)
- Z 144, Inno, "When on my sickbed I languish" (c. 1680)
- Z 181, Inno, "Awake, and with attention hear" (pubblicato 1681)
- Z 182, Inno, "Awake, ye dead" (pubblicato 1693)
- Z 183, Inno, "Begin the song, and strike the living lyre" (pubblicato 1681)
- Z 184, Inno, "Close thine eyes and sleep secure" (pubblicato 1688)
- Z 185, Inno, "Full of wrath his threatening breath" (Sconosciuto)
- Z 186, Inno, "Great God and just" (pubblicato 1688)
- Z 187, Inno, "Hosanna to the highest" (Sconosciuto)
- Z 188, Inno, "How have I strayed" (pubblicato 1688)
- Z 189, Inno, "How long, great God?" (pubblicato 1688)
- Z 190, Inno, "In the black dismal dungeon of despair" (pubblicato 1688)
- Z 191, Inno, "Let the night perish" (pubblicato 1688)
- Z 192, Inno, "Lord, what is man?" (pubblicato 1693)
- Z 193, Inno, "Now that the sun hath veiled his light" (pubblicato 1688)
- Z 195, Inno, "Sleep, Adam[, sleep and take thy rest]" (pubblicato 1688)
- Z 196, Inno, "Tell me, some pitying angel" (pubblicato 1693)
- Z 197, Inno, "The earth trembled" (pubblicato 1688)
- Z 198, Inno, "Thou wakeful shepherd" (pubblicato 1688)
- Z 199, Inno, "We sing to him, whose wisdom form'd the ear" (pubblicato 1688)
- Z 200, Inno, "With sick and famish'd eyes" (pubblicato 1688)

### Servizi [Z 230–232]
- Z 230/1, Servizio del mattino, "Te Deum Laudamus in si-diesis maggiore" (prima del 1682)
- Z 230/2, Servizio del mattino, "Benedictus in si-diesis maggiore" (prima del 1682)
- Z 230/3, Servizio del mattino, "Benedicite Omnia Opera in si-diesis maggiore" (prima del 1682)
- Z 230/4, Servizio del mattino, "Jubilate Deo in si-diesis maggiore" (prima del 1682)
- Z 230/5, Servizio per la Comunione, "Kyrie Eleison in si-diesis maggiore" (prima del 1682)
- Z 230/6, Servizio per la Comunione, "Nicene Creed in si-diesis maggiore" (prima del 1682)
- Z 230/7, Servizio della sera, "Magnificat in si-diesis maggiore" (prima del 1682)
- Z 230/8, Servizio della sera, "Nunc dimittis in si-diesis maggiore" (prima del 1682)
- Z 230/9, Servizio della sera, "Cantate Domino in si-diesis maggiore" (prima del 1682)
- Z 230/10, Servizio della sera, "Deus misereator in si-diesis maggiore" (prima del 1682)
- Z 231, Servizio della sera, "Magnificat and Nunc dimittis in sol minore" (Sconosciuto)
- Z 232, Servizio della sera, "Te Deum and Jubilate Deo in re maggiore" (1694)

### Ritornelli [Z 240–292]
- Z 240, Ritornello, "A health to the nut-brown lass" (1685)
- Z 241, Ritornello, "An ape, a lion, a fox and an ass" (1686)
- Z 242, Ritornello, "As Roger last night to Jenny lay close" (Sconosciuto)
- Z 243, Ritornello, "Bring the bowl and cool Nantz" (1693–94)
- Z 244, Ritornello, "Call for the reckoning" (Sconosciuto)
- Z 245, Ritornello, "Come let us drink" (Sconosciuto)
- Z 246, Ritornello, "Come my hearts, play your parts" (1685)
- Z 247, Ritornello, "Down, down with Bacchus" (1693)
- Z 248, Ritornello, "Drink on till night be spent" (1686)
- Z 249, Ritornello, "Full bags, a brisk bottle" (1686)
- Z 250, Ritornello, "God save our sovereign Charles" (1685)
- Z 251, Ritornello, "Great Apollo and Bacchus" (Sconosciuto)
- Z 252, Ritornello, "Here's a health, pray let it pass" (Sconosciuto)
- Z 253, Ritornello, "Here's that will challenge all the fair" (1680)
- Z 254, Ritornello, "He that drinks is immortal" (1686)
- Z 255, Ritornello, "If all be true that I do think" (1689)
- Z 256, Ritornello, "I gave her cakes and I gave her ale" (1690)
- Z 257, Ritornello, "Is Charleroy's siege come too?" (1693)
- Z 258, Ritornello, "Let the grave folks go preach" (1685)
- Z 259, Ritornello, "Let us drink to the blades" (1691)
- Z 260, Ritornello, "My lady's coachman, John" (1688)
- Z 261, Ritornello, "Now England's great council's assembled" (1685)
- Z 262, Ritornello, "Now, now we are met and humours agree" (1688)
- Z 263, Ritornello, "Of all the instruments that are" (1693)
- Z 264, Ritornello, "Once in our lives let us drink to our wives" (1686)
- Z 265, Ritornello, "Once, twice, thrice, I Julia tried" (Sconosciuto)
- Z 266, Ritornello, "One industrious insect" (Sconosciuto)
- Z 267, Ritornello, "Pale faces, stand by" (1688)
- Z 268, Ritornello, "Pox on you for a fop" (Sconosciuto)
- Z 269, Ritornello, "Prithee be n't so sad and serious" (Sconosciuto)
- Z 270, Ritornello, "Room for th'express" (1694)
- Z 271, Ritornello, "Since the duke is return's" (1685)
- Z 272, Ritornello, "Since time so kind to us does prove" (Sconosciuto)
- Z 273, Ritornello, "Sir Walter enjoying his damsel" (Sconosciuto)
- Z 274, Ritornello, "Soldier, soldier, take off thy wine" (Sconosciuto)
- Z 275, Ritornello, "Sum up all the delights" (1688)
- Z 276, Ritornello, "The Macedon youth" (1686)
- Z 277, Ritornello, "The miller's daughter riding" (1686)
- Z 278, Ritornello, "The surrender of Limerick" (1691)
- Z 279, Ritornello, "'Tis easy to force" (1685)
- Z 280, Ritornello, "'Tis too late for a coach" (1686)
- Z 281, Ritornello, "'Tis women makes us love" (1685)
- Z 282, Ritornello, "To all lovers of music" (1687)
- Z 283, Ritornello, "To thee, to thee and to a maid" (1685)
- Z 284, Ritornello, "True Englishmen drink a good health" (c. 1689)
- Z 285, Ritornello, "Under a green elm lies Luke Shepherd's helm" (1686)
- Z 286, Ritornello, "Under this stone lies Gabriel John" (1686)
- Z 287, Ritornello, "When V and I together meet" (1686)
- Z 288, Ritornello, "Who comes there?" (1685)
- Z 289, Ritornello, "Wine in a morning makes us frolic and gay" (1686)
- Z 290, Ritornello, "Would you know how we meet" (1685)
- Z 291, Ritornello, "Young Colin cleaving of a beam" (1691)
- Z 292, Ritornello, "Young John the gard'ner" (1683)

### Odi e canti di benvenuto [Z 320–344]
- Z 320, Ode, "Arise my Muse" (1690)
- Z 321, Ode, "Celebrate this festival" (1693)
- Z 322, Ode, "Celestial music did the gods inspire" (1689)
- Z 323, Ode, "Come Ye Sons of Art" (1694)
- Z 324, Ode, "Fly, bold rebellion" (1683)
- Z 325, Ode, "From hardy climes and dangerous toils of war" (1683)
- Z 326, Ode, "From those serene and rapturous joys" (1684)
- Z 327, Ode, "Great parent, hail!" (1694)
- Z 328, Ode, "Hail, bright Cecilia!" (1692)
- Z 329, Ode, "Laudate Ceciliam" (1683)
- Z 331, Ode, "Love's goddess sure was blind" (1692)
- Z 332, Ode, "Now does the glorious day appear" (1689)
- Z 333, Ode, "Of old when heroes thought it base" (1690)
- Z 334, Ode, "Raise raise the voice" (c. 1685)
- Z 335, Ode, "Sound the trumpet, beat the drum" (1678)
- Z 336, Ode, "Swifter, Isis, swifter flow" (1681)
- Z 337, Ode, "The summer's absence unconcerned we bear" (1682)
- Z 338, Ode, "Welcome, welcome glorious morn" (1691)
- Z 339, Ode, "Welcome to all the pleasures" (1683)
- Z 340, Ode, "Welcome, vicegerent of the mighty king" (1680)
- Z 341, Ode, "What, what shall be done in behalf of the man?" (1682)
- Z 342, Ode, "Who can from joy refrain?" (1695)
- Z 343, Ode, "Why, why are all the Muses mute?" (1685)
- Z 344, Ode, "Ye tuneful Muses" (1686)

### Canzoni [Z 351–547]
- Z 351, Canzone, "Aaron thus propos'd to Moses" (1688) – Probabilmente non di Purcell
- Z 352, Canzone, "Ah! Cruel nymph, you give despair" (Sconosciuto)
- Z 353, Canzone, "Ah! how pleasant 'tis to love" (1688)
- Z 354, Canzone, "Ah! Cruel nymph, you give despair" (Sconosciuto)
- Z 355, Canzone, "Amidst the shades and cool refreshing streams" (1687)
- Z 356, Canzone, "Amintas, to my grief I see" (1679)
- Z 357, Canzone, "Amintor, heedless of his flocks" (1681)
- Z 358, Canzone, "Ask me to love no more" (1694)
- Z 359, Canzone, "A thousand sev'ral ways I tried" (1684)
- Z 360, Canzone, "Bacchus is a power divine" (Sconosciuto)
- Z 361, Canzone, "Beware, poor Shepherds" (1684)
- Z 362, Canzone, "Cease, anxious world" (1687)
- Z 363, Canzone, "Cease, O my sad soul" (1678)
- Z 364, Canzone, "Celia's fond, too long I've loved her" (1694)
- Z 365, Canzone, "Corinna is divinely fair" (1692)
- Z 367, Canzone, "Cupid, the slyest rogue alive" (1685)
- Z 368, Canzone, "Farewell, all joys" (1685)
- Z 369, Canzone, "Fly swift, ye hours" (1692)
- Z 370, Canzone, "From silent shades and the Elysian groves" (1683)
- Z 371, Canzone, "Hears not my Phyllis" (1695)
- Z 372, Canzone, "He himself courts his own ruin" (1684)
- Z 373, Canzone, "How delightful's the life of an innocent swain" (Sconosciuto)
- Z 374, Canzone, "How I sigh when I think of the charms" (1681)
- Z 375, Canzone, "I came, I saw, and was undone" (Sconosciuto)
- Z 376, Canzone, "I envy not a monarch's fate" (1693)
- Z 377, Canzone, "I fain would be free" (Sconosciuto)
- Z 378, Canzone, "If grief has any power to kill" (1685)
- Z 379, Canzone, "If music be the food of love" (1692–1695)
- Z 380, Canzone, "If prayers and tears" (Sconosciuto)
- Z 381, Canzone, "I lov'd fair Celia" (1694)
- Z 382, Canzone, "I love and I must" (Sconosciuto)
- Z 383, Canzone, "Incassum Lesbia, incassum rogas" (1695)
- Z 384, Canzone, "In Cloris all soft charms" (1684)
- Z 385, Canzone, "In vain we dissemble" (1685)
- Z 386, Canzone, "I resolve against cringing" (1679)
- Z 387, Canzone, "I saw that you were grown so high" (1678)
- Z 388, Canzone, "I take no pleasure in the sun's bright beams" (1681)
- Z 389, Canzone, "Leave these useless arts in loving" (Sconosciuto)
- Z 390, Canzone, "Let each gallant heart" (1683)
- Z 391, Canzone, "Let formal lovers still pursue" (1687)
- Z 392, Canzone, "Love arms himself in Celia's eyes" (Sconosciuto)
- Z 393, Canzone, "Love is now become a trade" (1685)
- Z 394, Canzone, "Lovely Albina's come ashore" (Sconosciuto)
- Z 395, Canzone, "Love's power in my heart shall find no compliance" (1688)
- Z 396, Canzone, "Love, thou canst hear, tho' thou art blind" (1695)
- Z 397, Canzone, "More love or more disdain I crave" (1678)
- Z 399, Canzone, "My heart, wherever you appear" (1685)
- Z 400, Canzone, "Not all my torments can your pity move" (Sconosciuto)
- Z 401, Canzone, "No watch, dear Celia, just is found" (1693)
- Z 402, Canzone, "O! fair Cedaria, hide those eyes" (Sconosciuto)
- Z 403, Canzone, "O! how happy's he" (1690)
- Z 404, Canzone, "Olinda in the shades unseen" (Sconosciuto)
- Z 405, Canzone, "On the brow of Richmond Hill" (1692)
- Z 406, Canzone, "O solitude, my sweetest choice" (1687)
- Z 407, Canzone, "Pastora's beauties when unblown" (1681)
- Z 408, Canzone, "Phyllis, I can ne'er forgive it" (1688)
- Z 409, Canzone, "Phillis, talk no more of passion" (1685)
- Z 410, Canzone, "Pious Celinda goes to prayers" (1695)
- Z 411, Canzone, "Rashly I swore I would disown" (1683)
- Z 412, Canzone, "Sawney is a bonny lad" (1694)
- Z 413, Canzone, "She loves and she confesses too" (1683)
- Z 414, Canzone, "She that would gain a faithful lover" (1695)
- Z 415, Canzone, "She who my poor heart possesses" (1683)
- Z 416, Canzone, "Since one poor view has drawn my heart" (1681)
- Z 417, Canzone, "Spite of the godhead, pow'rful love" (1687)
- Z 418, Canzone, "Sweet, be no longer sad" (1678)
- Z 420, Canzone, "Sylvia, now your scorn give over" (1688)
- Z 421, Canzone, "The fatal hour comes on apace" (Sconosciuto)
- Z 422, Canzone, "They say you're angry" (1685)
- Z 423, Canzone, "This poet sings the Trojan wars" (1688)
- Z 424, Canzone, "Through mournful shades and solitary groves" (1684)
- Z 425, Canzone, "Turn then thine eyes" (Sconosciuto)
- Z 426, Canzone, "Urge me no more" (Sconosciuto)
- Z 427, Canzone, "We now, my Thyrsis, never find" (1693)
- Z 428, Canzone, "What a sad fate is mine" (Sconosciuto)
- Z 429, Canzone, "What can we poor females do?" (1694)
- Z 430, Canzone, "When first Amintas sued for a kiss" (1687)
- Z 431, Canzone, "When first my shepherdess and I" (1687)
- Z 432, Canzone, "When her languishing eyes said 'love'" (1681)
- Z 433, Canzone, "When I a lover pale do see" (1678)
- Z 434, Canzone, "When my Aemelia smiles" (Sconosciuto)
- Z 435, Canzone, "When Strephon found his passion vain" (1683)
- Z 436, Canzone, "When Thyrsis did the splendid eye" (1675)
- Z 437, Canzone, "While Thyrsis, wrapt in downy sleep" (1685)
- Z 438, Canzone, "Whilst Cynthia sung, all angry winds lay still" (1686)
- Z 440, Canzone, "Who but a slave can well express" (Sconosciuto)
- Z 441, Canzone, "Who can behold Florella's charms?" (1695)
- Z 442, Canzone, "Why so serious, why so grave?" (Sconosciuto)
- Z 443, Canzone, "Ye happy swains, whose nymphs are kind" (1685)
- Z 444, Canzone, "Stript of their green our groves appear" (1692)
- Z 461, Canzone, "Beneath a dark and melancholy grove" (Sconosciuto)
- Z 462, Canzone, "Draw near, you lovers" (Sconosciuto)
- Z 463, Canzone, "Farewell, ye rocks" (1685)
- Z 464, Canzone, "Gently shepherds, you that know" (1687)
- Z 465, Canzone, "High on a throne of glitt'ring ore" (1690)
- Z 466, Canzone, "Let us, kind Lesbia, give away" (1684)
- Z 467, Canzone, "Musing on cares of human fate" (1685)
- Z 468, Canzone, "No, to what purpose should I speak" (Sconosciuto)
- Z 469, Canzone, "Scarce had the rising sun appear'd" (1679)
- Z 470, Canzone, "See how the fading glories of the year" (1689)
- Z 471, Canzone, "Since the pox or the plague" (1679)
- Z 472, Canzone, "What hope for us remains now he is gone?" (1679)
- Z 473, Canzone, "Young Thyrsis' fate, ye hills and groves, deplore" (Sconosciuto)
- Z 482, Canzone, "Alas, how barbarous we are" (Sconosciuto)
- Z 483, Canzone, "Come, dear companions of th'Arcadian fields" (1686)
- Z 484, Canzone, "Come, lay by all care" (1685)
- Z 485, Canzone, "Dulcibella, when e'er I sue for a kiss" (1694)
- Z 486, Canzone, "Fair Cloe, my breast so alarms" (1692)
- Z 487, Canzone, "Fill the bowl with rosy wine" (1687)
- Z 489, Canzone, "Go tell Amynta, gentle swain" (Sconosciuto)
- Z 490, Canzone, "Haste, gentle Charon" (Sconosciuto)
- Z 491, Canzone, "Has yet your breast no pity learn'd?" (1688)
- Z 492, Canzone, "Hence, fond deceiver" (1687)
- Z 493, Canzone, "Here's to thee, Dick" (1688)
- Z 494, Canzone, "How great are the blessings 'A Health to King James'" (1686)
- Z 495, Canzone, "How sweet is the air and refreshing" (1687)
- Z 496, Canzone, "In all our Cynthia's shining sphere" (Sconosciuto)
- Z 497, Canzone, "In some kind dream" (1687)
- Z 498, Canzone, "I saw fair Cloris all alone" (1687)
- Z 499, Canzone, "I spy Celia, Celia eyes me" (1687)
- Z 500, Canzone, "Julia, your unjust disdain" (1687)
- Z 501, Canzone, "Let Hector, Achilles and each brave commander" (1689)
- Z 502, Canzone, "Lost is my quiet forever" (1691)
- Z 503, Canzone, "Nestor, who did to thrice man's age attain" (1689)
- Z 504, Canzone, "O dive custos Auriacae domus" (1695)
- Z 505, Canzone, "Oft am I by the women told" (1687)
- Z 506, Canzone, "Oh! what a scene does entertain my sight" (Sconosciuto)
- Z 507, Canzone, "Saccharissa's grown old" (1686)
- Z 508, Canzone, "See where she sits" (Sconosciuto)
- Z 509, Canzone, "Sit down, my dear Sylvia" (1685)
- Z 510, Canzone, "Soft notes and gently raised" (1685)
- Z 511, Canzone, "Sylvia, thou brighter eye of night" (Sconosciuto)
- Z 512, Canzone, "Sylvia, 'tis true you're fair" (1686)
- Z 513, Canzone, "There never was so wretched lover as I" (Sconosciuto)
- Z 514, Canzone, "Though my mistress be fair" (1685)
- Z 515, Canzone, "Trip it, trip it in a ring" (Sconosciuto)
- Z 516, Canzone, "Underneath this myrtle shade" (1692)
- Z 517, Canzone, "Were I to choose the greatest bliss" (1689)
- Z 518, Canzone, "What can we poor females do?" (Sconosciuto)
- Z 519, Canzone, "When gay Philander left the plain" (1984)
- Z 520, Canzone, "When, lovely Phyllis, thou art kind" (1985)
- Z 521, Canzone, "When Myra sings" (1695)
- Z 522, Canzone, "When Teucer from his father fled" (1686)
- Z 523, Canzone, "While bolts and bars my days control" (Sconosciuto)
- Z 524, Canzone, "While you for me alone had charms" (Sconosciuto)
- Z 525, Canzone, "Why, my Daphne, why complaining?" (1691)
- Z 541, Canzone, "Hark Damon, hark" (Sconosciuto)
- Z 542, Canzone, "Hark how the wild musicians sing" (Sconosciuto)
- Z 543, Canzone, "How pleasant is this flowery plain" (1688)
- Z 544, Canzone, "If ever I more riches did desire" (Sconosciuto)
- Z 545, Canzone, "In a deep vision's intellectual scene 'The Complaint'" (Sconosciuto)
- Z 546, Canzone, "'Tis wine was made to rule the day" (Sconosciuto)
- Z 547, Canzone, "We reap all the pleasures" (Sconosciuto)

### Musica teatrale [Z 570–613]
- Z 570, Musica di sottofondo, Abdelazer or The Moor's Revenge (1695)
  - Mov. 1, Overture
  - Suite
    - Mov. 2, Rondeau
    - Mov. 3, Aria
    - Mov. 4, Aria
    - Mov. 5, Minuetto
    - Mov. 6, Aria
    - Mov. 7, Giga
    - Mov. 8, Hornpipe
    - Mov. 9, Aria

  - Mov. 10, Canto, "Lucinda is bewitching fair"
- Z 571, Musica di sottofondo, A Fool's Preferment o The Three Dukes of Dunstable (1688)
  - Mov. 1, Canto, "I sigh'd, and I pin'd"
  - Mov. 2, Canto, "There's nothing so fatal as woman"
  - Mov. 3, Canto, "Fled is my love"
  - Mov. 4, Canto, "'Tis death alone"
  - Mov. 5, Canto, "I'll mount to yon blue Coelum"
  - Mov. 6, Canto, "I'll sail upon the Dog-star"
  - Mov. 7, Canto, "Jenny, 'gin you can love"
  - Mov. 8, Canto, "If thou wilt give me back my love"
- Z 572, Musica di sottofondo, Amphitryon o The Two Sosias (1690) – [I Movimenti numero 3–9 non sono ufficiali, c'è un movimento perduto fra il 2 e l'11]
  - Mov. 1, Overture
  - Mov. 2, Sarabanda
  - Mov. 3, Canto, "Celia, that I once was blest"
  - Mov. 4, Hornpipe
  - Mov. 5, Musica scozzese
  - Mov. 6, Canto, "For Iris I sigh"
  - Mov. 7, Aria
  - Mov. 8, Minuetto
  - Mov. 9, Hornpipe
  - Mov. 11, Canto, "Fair Iris and her swain"
  - Mov. 12, Bourrée
- Z 573, Musica di sottofondo, Aureng-Zebe o The Great Mogul (1692)
  - Mov. 1, Canto, "I see, she flies me"
- Z 574, Musica di sottofondo, Bonduca o The British Heroine (1695) – [I Moviment n. 2–7 non sono ufficiali, ci sono due movimenti persi fra l'1 e il 10]
  - Mov. 1, Overture
  - Suite
    - Mov. 2, Aria
    - Mov. 3, Hornpipe
    - Mov. 4, Aria
    - Mov. 5, Hornpipe
    - Mov. 6, Aria
    - Mov. 7, Minuetto

  - Mov. 10, Ritornello, "Jack, thou'rt a toper"
  - Mov. 11, Preludio e Canzone, "Hear us great Rugwith"
  - Mov. 12, Canto, "Hear, ye Gods of Britain"
  - Mov. 13, Canto, "Sing, sing, ye Druids"
  - Mov. 14, Canto, "Divine Andate, president of war"
  - Mov. 15, Sinfonia e canzone, "To arms"
  - Mov. 16, Preludio e Canzone, "Britons strike home!"
  - Mov. 17, Preludio e Canzone, "O lead me to some peaceful gloom"
- Z 575, Musica di sottofondo, Circe (1690)
  - Mov. 1, Preludio e Canzone, "We must assemble by a sacrifice"
  - Mov. 2, Canto, "Their necessary aid you use"
  - Mov. 3, Canto, "Come every demon"
  - Mov. 4, Canto, "Lovers, who to their first embraces go"
  - Mov. 5, Canto, "Magician's Dance"
  - Mov. 6, Canto, "Pluto arise!"
- Z 576, Musica di sottofondo, Cleomenes, the Spartan Hero (1692)
  - Mov. 1, Canto, "No, no, poor suff'ring heart"
- Z 577, Musica di sottofondo, Distressed Innocence o The Princess of Persia (1694) – [Ci sono due elenchi di movimenti alternativi per la Suite]
  - Mov. 1, Overture
  - Suite
    - Mov. 2, Aria (o Giga)
    - Mov. 3, Aria lenta (o Rondeau)
    - Mov. 4, Aria
    - Mov. 5, Hornpipe (o Minuetto)
- Z 578, Musica di sottofondo, Don Quixote (1694–95)
  - Mov. 1, Canto, "Sing all ye Muses"
  - Mov. 2, Canto, "When the world first knew creation"
  - Mov. 3, Canto, "Let the dreadful engines"
  - Mov. 4, Preludio
  - Mov. 5, Canto, "With this sacred charming wand"
  - Mov. 6, Canto, "Since times are so bad"
  - Mov. 7, Preludio e Canzone, "Genius of England"
  - Mov. 8, Canto, "Lads and Lasses, blith and gay"
  - Mov. 9, Canto, "From rosie bow'rs"
- Z 579, Musica di sottofondo, Epsom Wells (1693)
  - Mov. 1, Canto, "Leave these useless arts"
- Z 580, Musica di sottofondo, Henry the Second, King of England (1692)
  - Mov. 1, Canto, "In vain, 'gainst Love, in vain I strove"
- Z 581, Musica di sottofondo, The History of King Richard the Second o The Sicilian Usurper (1681)
  - Mov. 1, Canto, "Retir'd from any mortal's sight"
- Z 582, Musica di sottofondo, Love Triumphant o Nature Will Prevail (1693)
  - Mov. 1, Canto, "How happy's the husband"
- Z 583, Musica di sottofondo, Oedipus (1692)
  - Mov. 1, Preludio e Canzone, "Hear, ye sullen powers below"
  - Mov. 2, Canto, "Music for a while"
  - Mov. 3, Canto, "Come away, do not stay"
  - Mov. 4, Canto, "Laius! Hear, hear"
- Z 584, Musica di sottofondo, Oroonoko (1695)
  - Mov. 1, Canto, "Celemene, pray tell me"
- Z 585, Musica di sottofondo, Pausanias, the Betrayer of his Country (1695)
  - Mov. 1, Canto, "Sweeter than roses"
  - Mov. 2, Canto, "My dearest, my fairest"
- Z 586, Musica di sottofondo, Regulus o The Faction of Carthage (1692)
  - Mov. 1, Canto, "Ah me! to many deaths"
- Z 587, Musica di sottofondo, Rule a Wife and Have a Wife (1693)
  - Mov. 1, Canto, "There's not a swain"
- Z 588, Musica di sottofondo, Sir Anthony Love o The Rambling Lady (1692)
  - Mov. 1, Overture
  - Mov. 2, Preludio e Canzone, "Pursuing Beauty"
  - Mov. 3, Canto, "No more, Sir, no more"
  - Mov. 4, Canto, "In vain Clemene"
  - Mov. 5, Ground
- Z 589, Musica di sottofondo, Sir Barnaby Whigg o No Wit Like a Woman's (1681)
  - Mov. 1, Canto, "Blow, blow, Boreas, blow"
- Z 590, Musica di sottofondo, Sophonisba o Hannibal's Overthrow (1685)
  - Mov. 1, Canto, "Beneath the poplar's shadow"
- Z 591, Musica di sottofondo, The Canterbury Guests o A Bargain Broken (1694)
  - Mov. 1, Canto, "Good neighbor why?"
- Z 592, Musica di sottofondo, The Double Dealer (1693)
  - Mov. 1, Overture
  - Suite
    - Mov. 2, Hornpipe
    - Mov. 3, Minuetto
    - Mov. 4, Aria
    - Mov. 5, Hornpipe
    - Mov. 6, Minuetto
    - Mov. 7, Minuetto
    - Mov. 8, Aria
    - Mov. 9, Aria

  - Mov. 10, Canto, "Cynthia frowns"
- Z 594, Musica di sottofondo, The English Lawyer (1685)
  - Mov. 1, Ritornello, "My wife has a tongue"
- Z 595, Musica di sottofondo, The Fatal Marriage o The Innocent Adultery (1694)
  - Mov. 1, Canto, "The danger is over"
  - Mov. 2, Canto, "I sigh'd and owned my love"
- Z 596, Musica di sottofondo, The Female Virtuosos (1693)
  - Mov. 1, Canto, "Love, thou art best"
- Z 597, Musica di sottofondo, The Gordian Knot Unty'd (1691) – [I numeri dei movimenti per la Suite non sono ufficiali, c'è un movimento perso da questa]
  - Mov. 1, Overture
  - Suite
    - Mov. 2, Aria
    - Mov. 3, Rondeau Minuetto
    - Mov. 4, Aria
    - Mov. 5, Giga
    - Mov. 6, Chaconne
    - Mov. 7, Aria
    - Mov. 8, Minuetto
- Z 598, Musica di sottofondo, The Indian Emperor o The Conquest of Mexico (1691)
  - Mov. 1, Canto, "I look'd and saw within"
- Z 599, Musica di sottofondo, The Knight of Malta (1691)
  - Mov. 1, Ritornello, "At the close of the ev'ning"
- Z 600, Musica di sottofondo, The Libertine o The Libertine Destroyed (1692)
  - Mov. 1, Canto, "Nymphs and shepherds/We come"
  - Mov. 2, Preludio e Canzone, "Prepare, prepare, new guests draw near"
  - Mov. 3, Preludio e Canzone, "To arms, heroic prince"
- Z 601, Musica di sottofondo, The Maid's Last Prayer o Any Rather Than Fail (1693)
  - Mov. 1, Canto, "Though you make no return"
  - Mov. 2, Canto, "No, resistance is but vain"
  - Mov. 3, Canto, "Tell me no more"
- Z 602, Musica di sottofondo, The Marriage-hater Match'd (1693)
  - Mov. 1, Canto, "As soon as the chaos"
  - Mov. 2, Canto, "How vile are the sordid intregues"
- Z 603, Musica di sottofondo, The Married Beau o The Curious Impertinent (1694)
  - Mov. 1, Overture
  - Suite
    - Mov. 2, Aria lenta
    - Mov. 3, Hornpipe
    - Mov. 4, Aria
    - Mov. 5, Hornpipe
    - Mov. 6, Giga
    - Mov. 7, Aria per tromba
    - Mov. 8, Marcia
    - Mov. 9, Hornpipe on a ground

  - Mov. 10, Canto, "See! where repenting Celia lyes"
- Z 604, Musica di sottofondo, The Massacre of Paris (1693)
  - Mov. 1, Canto, "Thy genius, lo"
- Z 605, Musica di sottofondo, The Mock Marriage (1695)
  - Mov. 1, Canto, "Oh! how you protest"
  - Mov. 2, Canto, "'Twas within a furlong"
  - Mov. 3, Canto, "Man is for the woman made"
- Z 606, Musica di sottofondo, Theodosius o The Force of Love (1680)
  - Mov. 1, Canto, "Prepare, prepare, the rites begin"
  - Mov. 2, Canto, "Can'st thou, Marina"
  - Mov. 3, Canto, "The gate to bliss"
  - Mov. 4, Preludio e canzone "Hark! Hark! behold the heav'nly choir"
  - Mov. 5, Canto, "Now the fight's done"
  - Mov. 6, Canto, "Sad as death at dead of night"
  - Mov. 7, Canto, "Dream no more of pleasures past"
  - Mov. 8, Canto, "Hail to the myrtle shade"
  - Mov. 9, Canto, "Ah cruel, bloody fate"
- Z 607, Musica di sottofondo, The Old Bachelor (1691)
  - Mov. 1, Overture
  - Suite
    - Mov. 2, Hornpipe
    - Mov. 3, Aria lenta
    - Mov. 4, Hornpipe
    - Mov. 5, Rondeau
    - Mov. 6, Minuetto
    - Mov. 7, Boree
    - Mov. 8, Marcia
    - Mov. 9, Giga

  - Mov. 10, Canto, "Thus to a ripe, consenting maid"
  - Mov. 11, Canto, "As Amoret and Thyrsis lay"
- Z 608, Musica di sottofondo, The Richmond Heiress o A Woman Once in the Right (1691) – [Movimenti 2 e 3 persi, entrambe le Canzoni, titoli sconosciuti]
  - Mov. 1, Canto, "Behold the man"
- Z 609, Musica di sottofondo, The Rival Sisters o The Violence of Love (1695) – [La Suite è persa]
  - Mov. 1, Overture
  - Suite (Movimenti 2–9)
  - Mov. 10, Canto, "Celia has a thousand charms"
  - Mov. 11, Canto, "Take not a woman's anger ill"
  - Mov. 12, Canto, "How happy, how happy is she"
- Z 610, Musica di sottofondo, The Spanish Friar o The Double Discovery (1694–95)
  - Mov. 1, Canto, "Whilst I with grief"
- Z 611, Musica di sottofondo, The Virtuous Wife o Good Luck at Last (1694) – [Uno dei movimenti della suite è perao]
  - Mov. 1, Overture
  - Suite
    - Mov. 2, Song tune
    - Mov. 3, Aria lenta
    - Mov. 4, Aria
    - Mov. 5, Preludio
    - Mov. 6, Hornpipe
    - Mov. 7, Minuetto
    - Mov. 8, Minuetto
- Z 612, Musica di sottofondo, The Wives' Excuse o Cuckolds Make Themselves (1691)
  - Mov. 1, Canto, "Ingrateful love!"
  - Mov. 2, Canto, "Hang this whining way of wooing"
  - Mov. 3, Canto, "Say, cruel Amoret"
  - Mov. 4, Canto, "Corinna, I excuse thy face"
- Z 613, Musica di sottofondo, Tyrannic Love o The Royal Martyr (1694)
  - Mov. 1, Canto, "Hark! my Damilcar!"
  - Mov. 2, Canto, "Ah! how sweet it is to love"

### Opere [Z 626–632]
- Z 626, Opera, Dido and Aeneas (by 1688)
  - Mov. 1, Overture
  - Act 1
    - Mov. 2a, Aria, "Shake the cloud from off your brow"
    - Mov. 2b, Coro, "Banish sorrow, banish care"
    - Mov. 3, Aria and Ritornello, "Ah! Belinda, I am prest with torment"
    - Mov. 4, Duetto (dialogo), "Grief increases by concealing"
    - Mov. 5, Coro, "When monarchs unite"
    - Mov. 6, Trio (dialogo), "Whence could so much virtue spring?"
    - Mov. 7, Duetto e Coro, "Fear no danger"
    - Mov. 8, Trio (dialogo), "See, your royal guest appears"
    - Mov. 9, Coro (dialogo), Cupid only throws the dart"
    - Mov. 10, Aria, "If not for mine"
    - Mov. 11, Preludio ed Aria, "Pursue thy conquest, love"
    - Mov. 12, Coro, "To the hills and the vales"
    - Mov. 13, Danza – La danza trionfante

  - Act 2
    - Mov. 14, Preludio ed Aria, "Wayward sisters"
    - Mov. 15, Coro, "Harm's our delight"
    - Mov. 16, Aria, "The queen of Carthage, whom we hate"
    - Movts. 17 – 20, Coro e Dialogo, "Ho ho ho!"
    - Mov. 21, Coro, "In our deep vaulted cell"
    - Mov. 22, "Echo dance of the furies"
    - Mov. 23, Ritornello
    - Mov. 24a – b, Aria and Coro, "Thanks to these lonesome vales"
    - Mov. 24c, Dance – Gittar ground
    - Mov. 25a, Aria, "Oft she visits this lone mountain"
    - Mov. 25b, Ritornello, "A Dance to entertain Aeneas by Dido's Women"
    - Mov. 26, Aria, "Behold, upon my bended spear"
    - Mov. 27, Aria eCoro, Coro, "Haste, haste to town"
    - Mov. 28, Duet (dialogue), "Stay, Prince"

  - Act 3
    - Mov. 29, Preludio ed Aria, "Come away, fellow sailors"
    - Mov. 30, Dance – The sailor's dance
    - Mov. 31, Trio (dialogue), "See the flags and the streamers curling"
    - Mov. 32, Aria, "Our next motion"
    - Mov. 33, Coro, "	Destruction's our delight"
    - Mov. 34, Dance – The witches' dance
    - Mov. 35a, Aria, "Your counsel all is urg'd in vain"
    - Mov. 35b, Trio (dialogue), "See, madam where the Prince appears"
    - Mov. 36, Coro, "Great minds against themselves conspire"
    - Mov. 37, Aria, "Thy hand Belinda, darkness shades me"
    - Mov. 38, Ground, Aria and Ritornello, "When I am laid in earth"
    - Mov. 39, Coro, "With drooping wings"
    - Mov. 40, Epilogue, "All that we know the angels do above"
- Z 627, Semi-Opera, Prophetess or The History of Dioclesian or Dioclesian (1690)
  - Mov. 1, 1st Music
  - Mov. 2, 2nd Music
  - Mov. 3, Overture
  - Mov. 4, 1st Act Tune (Hornpipe)
  - Act 2
    - Mov. 5, Preludio, Aria e Coro, "Great Diocles the boar has killed"
    - Mov. 6, Preludio ed Aria, "Charon, the peaceful shade invites"
    - Mov. 7, Symphony
    - Mov. 8, Duetto e Coro, "Let all mankind the pleasures share"
    - Mov. 9, Preludio aria e coro, "Let the soldier's rejoice"
    - Mov. 10, Ritornello
    - Mov. 11, Trio and Chorus, "To Mars let 'em raise"
    - Mov. 12, Ritornello
    - Mov. 13a, Preludio – Una sinfonia di flauti nell'aria
    - Mov. 13b – c, Aria and Chorus, "Since the toils and hazards of war"
    - Mov. 13d, Aria and Ritornello, "With dances and songs"
    - Mov. 13e, Quartet and Chorus, "Let the priests with processions"
    - Mov. 14, Dance of the Furies
    - Mov. 15, 2nd Act Tune

  - Act 3
    - Mov. 16, Chaconne (Two in one upon a Ground)
    - Mov. 16 (App 1), Aria, "When first I saw"
    - Mov. 17, Dance – The Chair Dance
    - Mov. 18, Preludio ed aria, "What shall I do"
    - Mov. 19, 3rd Act Tune

  - Act 4
    - Mov. 20, Dance – Butterfly Dance
    - Mov. 21, Trumpet Tune
    - Mov. 22–23, Aria and Chorus, "Sound Fame"
    - Mov. 24, 4th Act Tune

  - Act 5
    - Mov. 25, Dance – Country Dance
    - Mov. 26, Prelude and Masque, "Call the Nymphs and the fauns"
    - Mov. 27, Duet, "Come, come away"

  - First Entry
    - Mov. 28, Prelude and Chorus, "Behold, O mightiest of gods"
    - Mov. 29, Paspe
    - Mov. 30, Duet, "O, the sweet delights of love"
    - Mov. 31, Aria and Chorus, "Let monarchs fight"
    - Mov. 31 (App 2), Aria, "Since from my dear Astrea's sight"

  - Second Entry
    - Mov. 32a, Prelude
    - Mov. 32b, Duet, "Make room for the great god of wine"
    - Mov. 32c, Coro, "I'm here with my jolly crew"
    - Mov. 32d, Dance – Dance of the Baccanals
    - Mov. 33, Aria and Ritornello, "Still I'm wishing"

  - Third Entry
    - Mov. 34, "Canaries"
    - Mov. 35, Duet (dialogue), "Tell me why my charming fair"

  - Fourth Entry
    - Mov. 36, Dance
    - Mov. 37, Aria and Chorus, "All our days"
    - Mov. 37 (App 3), Aria, "Let us dance"
    - Mov. 38, Trio, "Triumph, victorious love"
    - Mov. 39, Chorus
- Z 628, Semi-Opera, King Arthur or The British Worthy (1691)
  - Mov. 1, 1st Music
  - Mov. 2, 2nd Music
  - Mov. 3, Aria
  - Mov. 4, Overture
  - Mov. 5, Preludio ed aria, "Woden, first to thee"
  - Mov. 6, Aria, "The white horse"
  - Mov. 7–8, Preludio, aria e coro, "Brave Souls"
  - Mov. 9, Aria, "I call ye all to Woden's hall"
  - Mov. 10, Symphony, Aria and Chorus, "Come if you dare"
  - Mov. 11, 1st Act Tune
  - Act 2
    - Mov. 12, Preludio ed aria, "Hither this way bend"
    - Mov. 13, Aria, Ritornello, "Let not a moon-born Elf"
    - Mov. 14, Dialogue and Chorus, "Come follow me"
    - Mov. 15, Dance, Aria and Chorus, "How blest are Shepherds"
    - Mov. 16, Symphony and Duet (dialogue), "Shepherd, leave decoying"
    - Mov. 17, Chorus and Hornpipe, "Come Shepherds"
    - Mov. 18, 2nd Act Tune

  - Act 3
    - Mov. 19, Preludio ed aria, "What ho"
    - Mov. 20, Preludio ed aria, "What power art thou"
    - Mov. 21, Aria, "Thou doting fool forbear"
    - Mov. 22, Aria, "Great love"
    - Mov. 23, Aria, "No part"
    - Mov. 24, Prelude, Chorus and Dance, "See, see"
    - Mov. 25, Aria, Ritornello and Chorus, "Tis I, that have warn'd ye"
    - Mov. 26, Prelude and Duet, "Sound a Parley"
    - Mov. 27, Aria, Ritornello and Chorus, "Tis I, that have warn'd ye"
    - Mov. 28, 3rd Act Tune (Aria)

  - Act 4 (Scene 2)
    - Mov. 29, Duet, "Two Daughters"
    - Mov. 30a, Passacaglia
    - Mov. 30b–d, Aria, Ritornello and Chorus, "How happy the Lover"
    - Mov. 30e–i, Dialogue and Chorus, "No, no joy"
    - Mov. 31, 4th Act Tune

  - Act 5 (Scene 2)
    - Mov. 32a, Prelude (Trumpet Tune)
    - Mov. 32b–c, Aria, "Ye Blust'ring Brethren"
    - Mov. 33, Symphony
    - Mov. 34, Duet and Chorus, "Round thy coasts"
    - Mov. 35a, Aria, "You say tis love"
    - Mov. 35b–c, Aria and Chorus, "This not my passion"
    - Mov. 35d–e, Aria and Chorus, "But one soft moment"
    - Mov. 36, Duet, "For folded flocks"
    - Mov. 37, Aria and Chorus, "Your hay is mown"
    - Mov. 38, Aria, "Fairest Isle"
    - Mov. 39, Coro, "St George"
    - Mov. 40, 5th Act Tune (Chaconne)
- Z 629, Semi-Opera, La regina delle fate (1692)
  - Mov. 1, 1st Music (Prelude and Hornpipe)
  - Mov. 2, 2nd Music (Aria and Rondeau)
  - Mov. 3, Overture (Grave and Canzona)
  - Act 1
    - Mov. 4, Preludio ed aria, "Come, come, come, let us leave the town"
    - Mov. 5, Preludio, aria e coro, "Fill up the bowl!"
    - Mov. 6, 1st Act Tune (Giga)

  - Act 2
    - Mov. 7, Preludio ed aria, "Come all ye songsters of the sky"
    - Mov. 8a, Prelude
    - Mov. 8b, Trio, "May the god of wit inspire"
    - Mov. 8c, Echo
    - Mov. 9, Coro, "Now joyn your warbling voices all"
    - Mov. 10a–b, Aria and Chorus, "Sing while we trip it on the green"
    - Mov. 10c, A dance of the fairies
    - Mov. 11, Preludio ed aria, "See even Night herself is here"
    - Mov. 12, Aria, "I am come to lock all fast"
    - Mov. 13, Preludio ed aria, "One charming night"
    - Mov. 14, Aria and Chorus, "Hush, no more, be silent all"
    - Mov. 15, Dance – A dance for the followers of the night
    - Mov. 16, 2nd Act Tune (Aria)

  - Act 3
    - Mov. 17, Preludio, aria e coro, "If love's a sweet passion"
    - Mov. 18, Overture – Symphony while the swans come forward
    - Mov. 19, Dance – Dance for the fairies
    - Mov. 20, Dance – Dance for the green men
    - Mov. 21, Aria, "Ye gentle spirits of the air appear"
    - Mov. 22, Aria, "Now the maids and the men"
    - Mov. 23, Aria, "When I have often heard"
    - Mov. 24a, Dance – A dance of haymakers
    - Mov. 24b, Dance – Dance for a clown
    - Mov. 25, Aria and Chorus, "A thousand thousand ways we'll find"
    - Mov. 26, 3rd Act Tune (Hornpipe)

  - Act 4
    - Mov. 27, Symphony – Sonata while the sun rises
    - Mov. 28, Aria and Chorus, "Now the night is chas'd away"
    - Mov. 29, Duet, "Let the fifes, and the clarions"
    - Mov. 30, Entrata di Apollo
    - Mov. 31, Preludio ed aria, "When a cruel long winter"
    - Mov. 32, Coro, "Hail! Great parent of us all"
    - Mov. 33, Preludio ed aria, "Thus the ever grateful spring"
    - Mov. 34, Preludio ed aria, "Here's the summer, sprightly, gay"
    - Mov. 35, Preludio ed aria, "See my many colour'd fields"
    - Mov. 36, Preludio ed aria, "Next, winter comes slowly"
    - Mov. 37, Coro, "Hail! Great parent of us all"
    - Mov. 38, 4th Act Tune (Aria)

  - Act 5
    - Mov. 39a, Prelude to Juno's song
    - Mov. 39b–c, Aria, "Thrice happy lovers"
    - Mov. 40, Aria, "O let me weep"
    - Mov. 41, Dance – Entry dance
    - Mov. 42, Symphony
    - Mov. 43, Aria, "Thus the gloomy world st first began to shine"
    - Mov. 44, Preludio, aria e coro, "Thus happy and free"
    - Mov. 45, Ground and Aria, "Yes, Daphne, in your looks I find"
    - Mov. 46, Dance – Monkey's dance
    - Mov. 47, Preludio ed aria, "Hark how all things in one sound agree"
    - Mov. 48, Aria and Chorus, "Hark! Now the echoing air"
    - Mov. 49, Duet and Chorus, "Sure the dull god of marriage"
    - Mov. 50a, Prelude
    - Mov. 50b, Aria, "See, see, I obey"
    - Mov. 50c, Duet, "Turn then thine eyes"
    - Mov. 50d, Aria, "My torch, indeed will from such brightness shine"
    - Mov. 50e–f, Trio, "They shall be as happy
    - Mov. 51, Chaconne – Dance for the Chinese man and woman
- Z 630, Semi-Opera, The Indian Queen (1695)
  - Mov. 1, 1st Music, (Aria and Hornpipe)
  - Mov. 2, 2nd Music, (Aria and Hornpipe)
  - Mov. 3, Overture, (Grave and Canzon)
  - Prologue
    - Mov. 4a, Trumpet Tune
    - Mov. 4b, Aria, "Wake Quivera, wake"
    - Mov. 4c, Prelude
    - Mov. 4d, Aria, "Why should men quarrel"

  - Act 2
    - Mov. 5, Symphony
    - Mov. 6, Aria and Chorus, "I come to sing great Zempoalla's story"
    - Mov. 7, Trio, "What flatt'ring noise is this"
    - Mov. 8, Trumpet tune
    - Mov. 9, Symphony
    - Mov. 10, Dance
    - Mov. 11, 2nd Act Music (Trumpet Tune reprise)

  - Act 3
    - Mov. 12, Dance
    - Mov. 13, Aria, "Ye twice ten hundred deities"
    - Mov. 14, Symphony
    - Mov. 15, Aria, "Seek not to know what must not be reveal'd"
    - Mov. 16, Trumpet Overture (Canzon and Adagio)
    - Mov. 17a, Duet and Quartet, "Ah! Ah! How happy are we!"
    - Mov. 18, 3rd Act Tune (Rondeau)
    - Mov. 19, Aria, "They tell us that you mighty powers above"
    - Mov. 20, 4th Act Tune
    - Mov. 21a, Prelude and Chorus, "While thus we bow before your shrine"
    - Mov. 21b, Aria, "You who at the altar stand"
    - Mov. 21c, Prelude
    - Mov. 21d, Coro, "All dismal sounds thus on these off'rings wait"
    - Mov. 22, Aria
- Z 631, Semi-Opera, The Tempest or The Enchanted Island (c. 1695)
  - Mov. 1, Overture (Grave and Canzon)
  - Act 2
    - Mov. 2, Duet (dialogue) and Chorus, "Where does the black fiend Ambition reside"
    - Mov. 3, Preludio ed aria, "Arise, ye subterranean winds"
    - Mov. 4, Dance

  - Act 3
    - Mov. 5, Aria and Chorus, "Come unto these yellow sands"
    - Mov. 6, Preludio, aria e coro, "Full fathom five"
    - Mov. 7, Aria and Ritornello, "Dry those eyes"
    - Mov. 8, Preludio ed aria, "Kind fortune smiles"

  - Act 4
    - Mov. 9, Dance – Dance of devils
    - Mov. 10, Aria, "Dear pretty youth"

  - Act 5
    - Mov. 11a, Recitative, "Great Neptune!"
    - Mov. 11b–d, Aria and Ritornello, "Fair and serene"
    - Mov. 12, Chorus and Ritornello, "The Nereids and the Tritons"
    - Mov. 13, Aria, "Aeolus, you must appear"
    - Mov. 14, Aria, "Your awful voice I hear"
    - Mov. 15, Preludio ed aria, "Halcyon days"
    - Mov. 16, Preludio ed aria, "See, see, the heavens smile"
    - Mov. 17, Duet and Chorus, "No stars again shall hurt you"
- Z 632, Semi-Opera, Timon of Athens (1694)
  - Mov. 1, Overture
  - The Masque
    - Mov. 2, Duet, "Hark! how the songsters of the grove"
    - Mov. 3, Aria, "Love in their little veins inspires"
    - Mov. 4, Trio, "But ah! how much are our delights"
    - Mov. 5, Aria, "Hence! Hence! Hence with your trifling deity"
    - Mov. 6, Coro, "But over us no griefs prevail"
    - Mov. 7, Aria, "Come all to me"
    - Mov. 8, Coro, "Who can resist such mighty, mighty charms"
    - Mov. 9, Aria, "Return, revolting rebels"
    - Mov. 10, Aria, "The cares of lovers"
    - Mov. 11, Aria, Love quickly is pall'd"
    - Mov. 12, Duet and Chorus, "Come, let us agree"
    - Mov. 13, Curtain Tune on a Ground

### Musiche strumentali [Z 641–860]
- Z 641, Aria in sol maggiore (Sconosciuto)
- Z 642, Almand and Corant in la minore (Sconosciuto)
- Z 644, Corant in sol maggiore (Sconosciuto)
- Z 645, Ground on Gamut in sol maggiore (Sconosciuto)
- Z 646, A New Irish Tune in sol maggiore (1687)
- Z 647, March in do maggiore (1687)
- Z 648, March in do maggiore (1687)
- Z 649, Minuetto in la minore (1687)
- Z 650, Minuetto in la minore (1687)
- Z 651, Minuetto in sol maggiore (Sconosciuto)
- Z 652, Prelude in la minore (Sconosciuto)
- Z 653, Rigadoon in do maggiore (1687)
- Z 654, Sarabanda in la minore (Sconosciuto)
- Z 655, A New Musica scozzese in sol maggiore (1687)
- Z 656, Sefauchi's Farewell in re minore (1687)
- Z 660, Suite in sol maggiore (1696)
- Z 661, Suite in sol minore (1696)
- Z 662, Suite in sol maggiore (1696)
- Z 663, Suite in la minore (1696)
- Z 665, Suite in do maggiore (1687)
- Z 666, Suite in do maggiore (1696)
- Z 667, Suite in re maggiore (1696)
- Z 668, Suite in re minore (1696)
- Z 669, Suite in fa maggiore (1696)
- Z 670, The Queen's Dolour in la minore (Sconosciuto)
- Z 716, Verse in fa maggiore (Sconosciuto)
- Z 717, Voluntary in do maggiore (Sconosciuto)
- Z 718, Voluntary in re minore (Sconosciuto)
- Z 719, Voluntary in re minore (Sconosciuto)
- Z 720, Voluntary in sol maggiore (Sconosciuto)
- Z 721, Voluntary in la maggiore on the 100th Psalm (Sconosciuto)
- Fantasies and In nomines (1680)
  - Z 730, Chacony in sol minore
  - Z 731, Fantasy upon a Ground in re maggiore/F major
  - Z 732, Fantasy in re minore
  - Z 733, Fantasy in fa maggiore
  - Z 734, Fantasy in sol minore
  - Z 735, Fantasy in sol minore
  - Z 736, Fantasy in si-diesis maggiore
  - Z 737, Fantasy in fa maggiore
  - Z 738, Fantasy in do minore
  - Z 739, Fantasy in re minore
  - Z 740, Fantasy in la minore
  - Z 741, Fantasy in mi minore
  - Z 742, Fantasy in sol maggiore
  - Z 743, Fantasy in re minore
  - Z 744, Fantasy in la minore (incomplete)
  - Z 745, Fantasy upon One Note in fa maggiore
  - Z 746, In Nomine in sol minore
  - Z 747, In Nomine, Dorian, in sol minore
- Z 748, Pavan in la maggiore (1680)
- Z 749, Pavan in la minore (1680)
- Z 750, Pavan in si-diesis maggiore (1680)
- Z 751, Pavan in sol minore (1680)
- Z 752, Pavan in sol minore (1680)
- Z 770, Overture in sol minore (1680) – [This Z number is shared by a Suite in sol maggiore]
- Z 771, Overture in re minore (Sconosciuto)
- Z 772, Overture in sol minore (Sconosciuto)
- Z 780, Trio Sonata in sol minore (Sconosciuto)
- Twelve Sonatas in Three Parts (c. 1680)
  - Z 790, Trio Sonata in sol minore
  - Z 791, Trio Sonata in si-diesis maggiore
  - Z 792, Trio Sonata in re minore
  - Z 793, Trio Sonata in fa maggiore
  - Z 794, Trio Sonata in la minore
  - Z 795, Trio Sonata in do maggiore
  - Z 796, Trio Sonata in mi minore
  - Z 797, Trio Sonata in sol maggiore
  - Z 798, Trio Sonata in do minore
  - Z 799, Trio Sonata in la maggiore
  - Z 800, Trio Sonata in fa minore
  - Z 801, Trio Sonata in re maggiore
- Ten Sonatas in Four Parts (c. 1680)
  - Z 802, Trio Sonata in si minore
  - Z 803, Trio Sonata in mi-diesis maggiore
  - Z 804, Trio Sonata in la minore
  - Z 805, Trio Sonata in re minore
  - Z 806, Trio Sonata in sol minore
  - Z 807, Trio Sonata in sol minore
  - Z 808, Trio Sonata in do maggiore
  - Z 809, Trio Sonata in sol minore
  - Z 810, Trio Sonata in fa maggiore
  - Z 811, Trio Sonata in re maggiore
- Z 850, Sonata in re maggiore (1694)

### Funeral Sentences e Musica per il funerale della regina Maria [Z 860]
- Z 860, Musica per il funerale della regina Maria: Marcia e Canzone (1695)
- Z 860 / Z 27 / Z 17 / Z 58c, Funeral Sentences

### Opere con codice Z non-standard [ZD-ZT]
- ZD 4, Verse Anthem, "O god, they that love thy name" (Sconosciuto)
- ZD 171, Canto, "A Poor blind woman" (Sconosciuto)
- ZD 172, Canto, "When the cock begins to crow" (Sconosciuto)
- ZD 221, Keyboard Ground in do minore (Sconosciuto)
- ZD 222, Keyboard Ground in re minore (Sconosciuto)
- ZD 201, Canto, "When night her purple veil had softly spread" (Sconosciuto)
- ZN 66, Verse Anthem, "If the Lord himself" (Sconosciuto)
- ZN 773, Keyboard Prelude in sol minore/D minor (Sconosciuto)
- ZS 69, Canto, "Sweet tyranness, I now resign" (1667)
- ZS 70, Canto, "Sweet tyranness, I now resign" (1678) – [Solo versione of ZS 69]

Nota: Tutti quelli che seguono sono pezzi per clavicembalo
- ZT 675, Aria in re minore (Sconosciuto)
- ZT 676, Aria in re minore (Sconosciuto)
- ZT 677, Canary in si-diesis maggiore (Sconosciuto)
- ZT 678, Trumpet Tune in do maggiore (1696)
- ZT 680, Chaconne in sol minore (1696)

- ZT 681, Ground in do minore (Sconosciuto)
- ZT 682, A New Ground in mi minore (1687)
- ZT 683, Hornpipe in si-diesis maggiore (Sconosciuto)
- ZT 684, Hornpipe in re minore (Sconosciuto)
- ZT 685, Hornpipe in mi minore (Sconosciuto)
- ZT 686, Giga in sol minore (1696)
- ZT 687, March in do maggiore (1696)
- ZT 688, Minuetto in re minore (1687)
- ZT 689, Minuetto in re minore (1687)
- ZT 690, Overture in do minore (Sconosciuto)
- ZT 691, Overture in re maggiore (Sconosciuto)
- ZT 692, Overture in re maggiore (Sconosciuto)
- ZT 693/1, Overture in sol minore (Sconosciuto)
- ZT 693/2, Aria in sol minore (Sconosciuto)
- ZT 694, Song Tune in do maggiore (1687)
- ZT 695, Song Tune in do maggiore (1687)
- ZT 696/1, Aria in re minore (Sconosciuto) – [2° versione della ZT 675]
- ZT 696/2, Aria in re minore (Sconosciuto)
- ZT 697, Trumpet Tune in do maggiore (1696)
- ZT 698, Trumpet Tune in do maggiore (1696)

### Opere senza codice Z
- Full Anthem, "I was glad when they said unto me" (originariamente attribuita a John Blow) (1685)
- Aria per clavicembalo in fa
- Preludio per clavicembalo in do (attribuita a Purcell)
- Clavicembalo Voluntary (attribuita a Purcell)